# IRF9
 Регуляторный фактор интерферона 9  — белок, который у человека кодируется  геном IRF9, ранее известным под именем ISGF3G. Кроме того, этот ген был известен под именами p48, ISGF3. 

## Взаимодействия
IRF9, как было выявлено, взаимодействует с белками STAT2 и STAT1..